# Glenn Burke
Glenn Burke (Oakland, California, 16 de noviembre de 1952-San Leandro, California, 30 de mayo de 1995) fue un jugador afroestadounidense de las Grandes Ligas de Béisbol (MLB), que jugó para Los Angeles Dodgers y los Oakland Athletics de 1976 a 1979. 
Fue el primer jugador de Grandes Ligas en revelar ser gay, y salir del clóset frente a sus compañeros y propietarios de equipo durante su carrera profesional, y el primero en reconocerlo públicamente, declarando: «ahora nunca más podrán decir que un gay no puede jugar en las Grandes Ligas, porque yo soy gay y lo logré».
Burke es muy conocido también porque, durante un partido en octubre de 1977, salió corriendo al campo para felicitar a su compañero de equipo de los Dodgers, Dusty Baker, después de haber bateado Baker su trigésimo jonrón; Burke entonces levantó la mano sobre su cabeza y la chocó con la de Baker. Ambos son ampliamente reconocidos como los inventores del «high five» (chocar los cinco) en el béisbol.
Burke se mantuvo activo en los deportes después de retirarse del béisbol. Compitió la primera edición de los Gay Games de 1982 -llamados en ese entonces "Juegos Olímpicos Gay- en la disciplina de carreras de velocidad, y en 1986 en baloncesto. Jugó durante muchos años en la Liga de Softbol Gay de San Francisco.
Falleció por causas relacionadas con el VIH en 1995. En agosto de 2013, Burke se encontraba entre los primeros nuevos miembros del Salón de la Fama del Deporte Nacional de Gays y Lesbianas. En 2015 fue incluido en el Santuario de los Eternos, del Relicario de Béisbol.

## Comienzo de su carrera deportiva

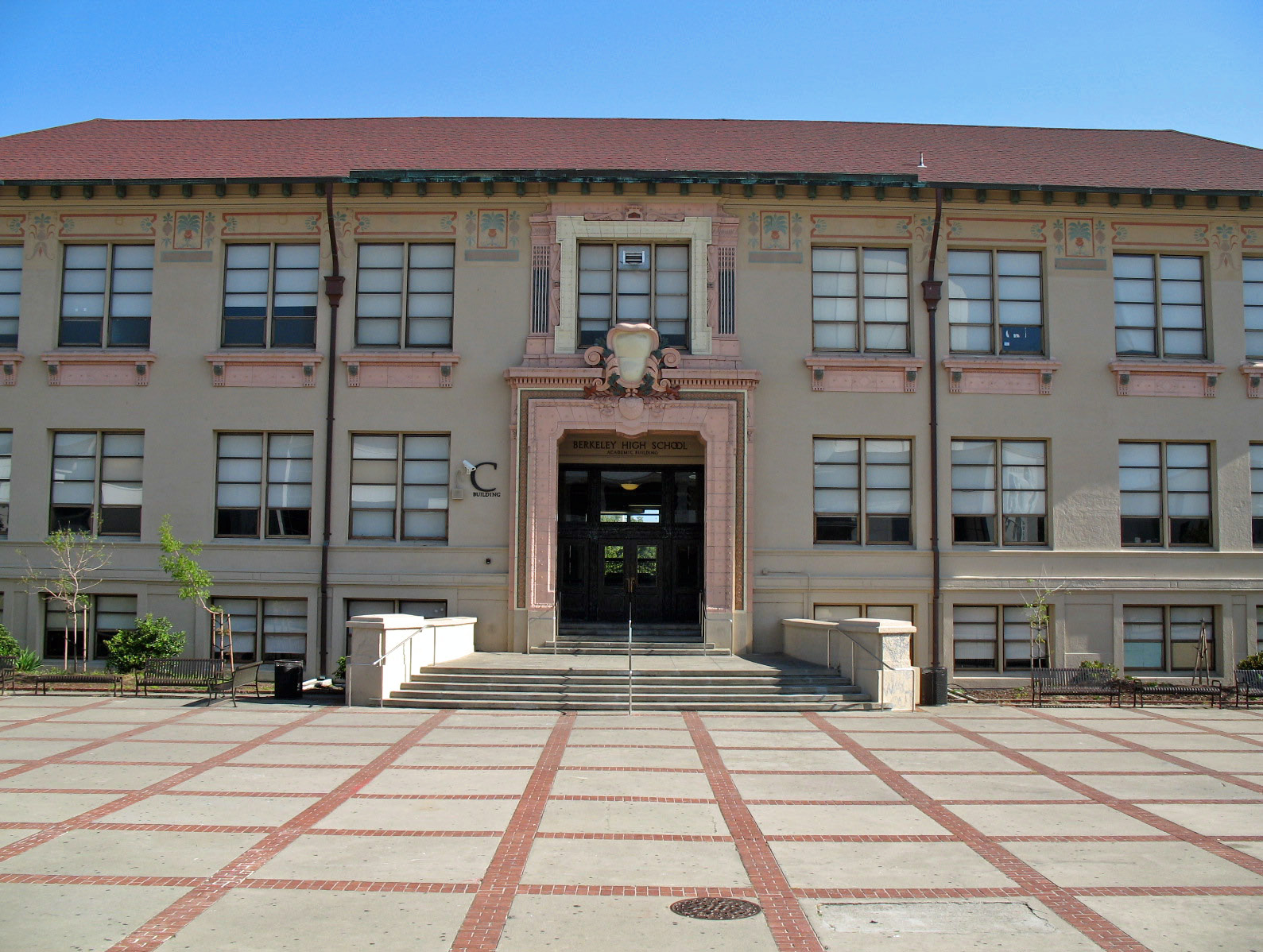
La secundaria donde Glenn Burke comenzó a destacarse como deportista

Burke fue un destacado jugador de baloncesto en la escuela secundaria, conduciendo a los Yellow Jackets de la secundaria Berkeley High School, de California, a conquistar el título en el Campeonato del Norte de California del año 1970, luego de una temporada como invictos. A causa de ello fue reconocido como el MVP e integró el equipo ideal del torneo. Poco después fue nombrado como el mejor jugador juvenil de baloncesto del año entre todas las escuelas secundarias del norte de California.
Recibió una beca para asistir a la Universidad de Denver y jugar con el equipo de baloncesto de la institución, pero renunció a sus estudios y regresó a su hogar antes de haber debutado oficialmente. Se enroló en el Merritt College, donde jugó durante 1971 antes de presentarse al Draft de la MLB de 1972, donde fue elegido por Los Angeles Dodgers.

## Carrera en las Grandes Ligas de Béisbol
Hacia el comienzo de su carrera, un entrenador asistente lo describió como el próximo Willie Mays. Burke fue una estrella muy promocionada en el sistema de ligas menores de los Dodgers de Los Ángeles, antes de ser llamado al club de las grandes ligas.
Como gay, la asociación de Burke con los Dodgers fue difícil. Según su autobiografía de 1995 Out at Home, el gerente general de los Dodgers, Al Campanis, se ofreció a pagarle una lujosa luna de miel si Burke aceptaba casarse, pero él se negó a hacerlo, y se dice que respondió «¿con una mujer?» Algo que también enfureció al mánager de los Dodgers, Tommy Lasorda, fue que el jugador se hiciera muy amigo de su hijo gay, Tommy Lasorda Jr. Más tarde, Lasorda padre, sin reconocer públicamente el asunto, dijo que no comprendía el comportamiento de Burke en aquel momento: «¿Por qué no salió del clóset? ¿Por qué lo mantuvo dentro? Glenn tenía mucho talento. Podría haber sido un extraordinario jugador de baloncesto o béisbol. Era bueno para el club. ¿Qué pasó? No sé qué pasó. ¿Simplemente no era feliz aquí?» 

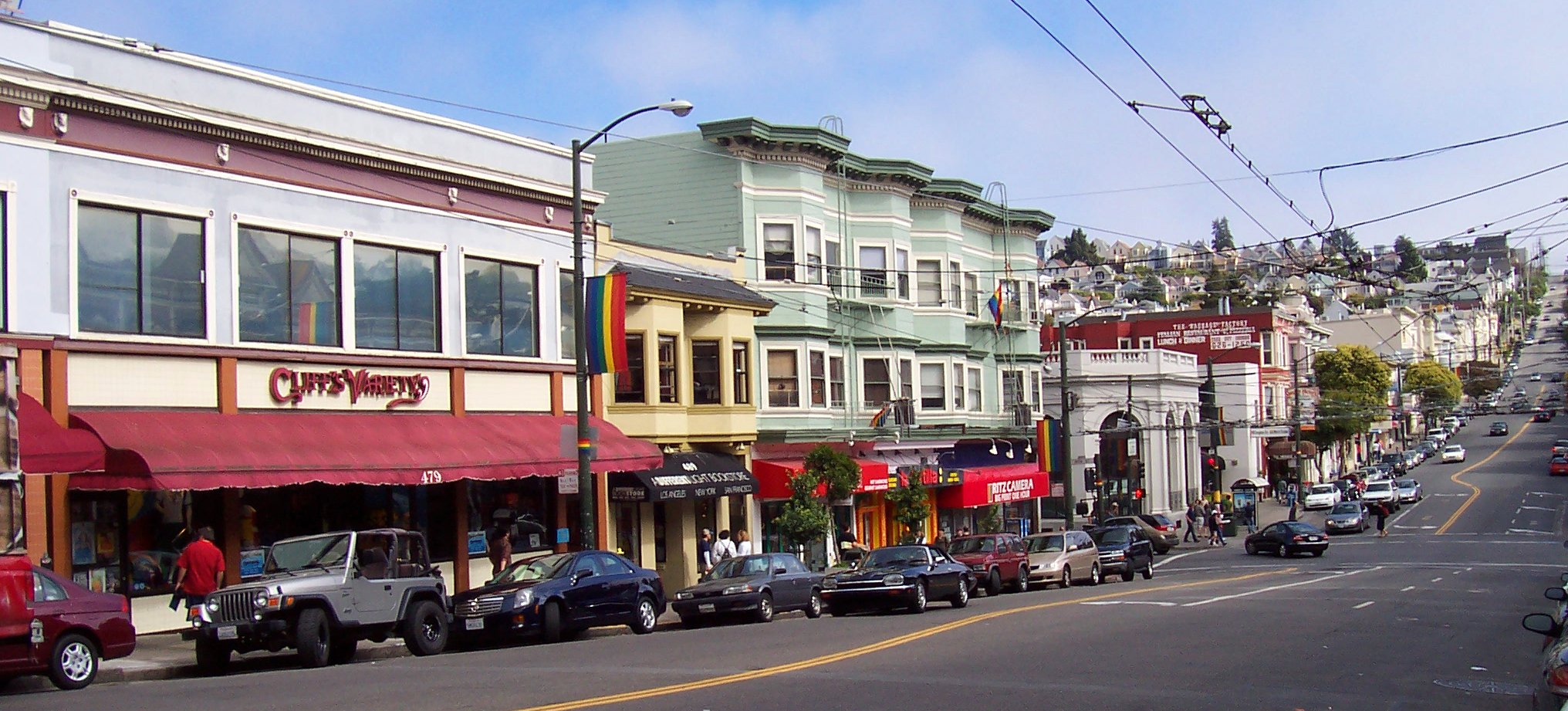
La calle Castro en el barrio de San Francisco donde Burke vivió varios años de su vida

Los Dodgers finalmente transfirieron a Burke a los Oakland Athletics a cambio de Billy North, alegando que necesitaban un jugador más experimentado que pudiera aportar al equipo inmediatamente. El intercambio fue decididamente impopular entre los jugadores de los Dodgers, quienes apreciaban a Burke por lo que aportaba adentro y afuera del campo de juego. De hecho el día después de que se anunció el intercambio, su compañero de equipo Davey Lopes dijo que Burke: «era la vida del equipo, en los autobuses, en la sede del club, en todas partes». 
En Oakland, Burke tuvo poco tiempo de juego en las temporadas de 1978 y 1979. Billy Martin, gerente del equipo, usó la palabra «faggot» (maricón) al presentarlo ante el plantel, y algunos compañeros de equipo desde ese momento evitaron ducharse con él. 
Durante la pretemporada de 1980, Burke sufrió una lesión en la rodilla, y los Athletics simplemente lo enviaron a un equipo filial de las ligas menores en Utah, y luego lo liberaron de su contrato, antes de que terminara la temporada.

### Estadísticas
En sus cuatro temporadas en la MLB, Burke disputó 225 partidos, jugando para los Dodgers y los Atlhetics. Tuvo 523 turnos al bate, en los que bateó 237 con 2 jonrones, impulsó 38 carreras y robó 35 bases.

## Sexualidad
Burke dijo «para 1978 creo que todos lo sabían» y él estaba «seguro de que a sus compañeros no les importaba». El excapitán del equipo de los Dodgers, Davey Lopes, dijo que «a nadie le importaba su estilo de vida». 
Burke le dijo a The New York Times que «los prejuicios me sacaron del béisbol antes de lo que debía. Pero yo no iba a cambiar». En su autobiografía escribió que «simplemente el prejuicio ganó». Burke debió dejar el deporte profesional a la edad de tan sólo 27 años. 
A la revista People le dijo en 1994 que su «misión como jugador gay era romper un estereotipo» y «funcionó».

## Glenn Burke inventó "chocar los cinco" en el béisbol

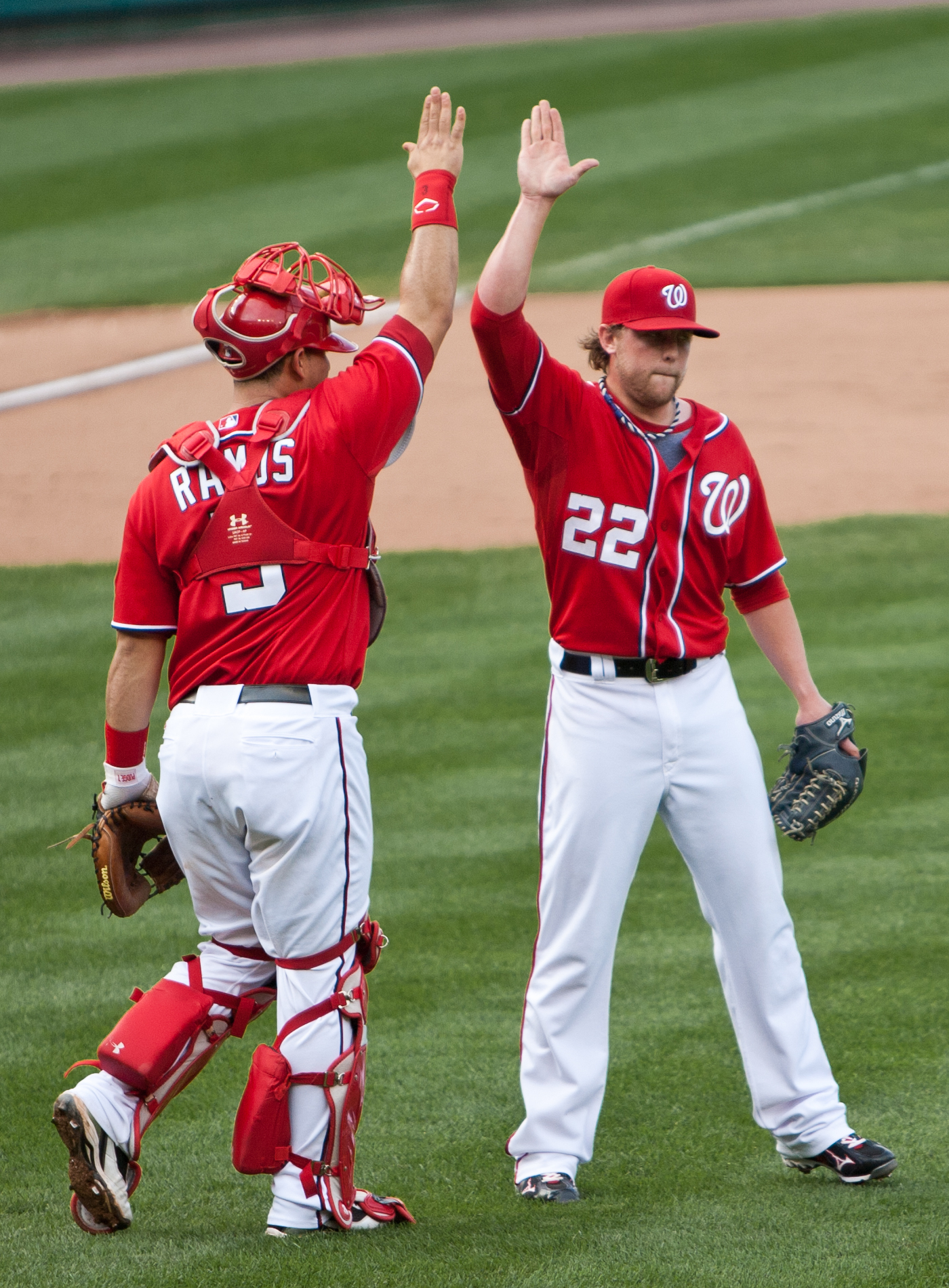
El 2 de octubre de 1977 Glenn Burke creó el saludo de chocar los cinco, lo que hizo chocando su mano con la de su compañero Dusty Baker, hoy toda una tradición en el béisbol mundial

El 2 de octubre de 1977, en el Dodgers Stadium de Los Ángeles, Burke salió corriendo al campo para felicitar a su compañero de equipo de los Dodgers, Dusty Baker, después de que Baker conectó su trigésimo jonrón en el último partido de la temporada regular. Burke levantó su mano sobre su cabeza, mientras Baker corría a la casa desde la tercera base. Sin saber qué hacer con la mano levantada, Burke chocó los cinco con Baker. A ellos dos se les atribuye la invención de chocar los cinco, un evento detallado en la película de ESPN, para la serie documental 30 For 30, llamada The High Five y dirigida por Michael Jacobs. Chocar los cinco es ahora ampliamente omnipresente en todos los partidos de béisbol. Después de retirarse del béisbol, Burke usó chocar los cinco con otros residentes LGBT del barrio de Castro, en San Francisco, donde se convirtió en todo un símbolo de orgullo e identidad gay.

## Vida después de las Grandes Ligas de Béisbol
Burke continuó con su vigor atlético después de retirarse del béisbol. Ganó medallas en las carreras de velocidad de 100 y 200 metros en los primeros Gay Games en 1982, y compitió en la edición de 1986 como parte de un equipo de baloncesto. 
El número de su camiseta en Berkeley High School fue retirado en su honor. 
Burke participó durante muchos años de la SFGSL (Liga de Sóftbol Gay de San Francisco), jugando la tercera base para los Uncle Bert's Bombers.
Un artículo publicado en la revista Inside Sports en 1982 hizo pública entre la gran prensa la homosexualidad de Burke. Y aunque permaneció activo en competiciones de aficionados, Burke recurrió a las drogas para llenar el vacío en su vida cuando terminó su carrera, con apenas 27 años. Padeció de una adicción a la cocaína que lo destruyó, tanto física como financieramente. 
En 1987, su pierna y pie fueron seriamente lesionados cuando fue atropellado por un automóvil en San Francisco. Después del accidente, su vida entró en decadencia física y económica. Fue arrestado y encarcelado por drogas y vivió en las calles de San Francisco durante varios años, a menudo en el mismo vecindario que una vez lo acogió.
Cuando las noticias de su batalla contra el SIDA se hicieron públicas en 1994, la organización de los Oakland Athletics contribuyó a apoyarlo financieramente. En las entrevistas dadas mientras estaba muy enfermo, expresó poco rencor y solo un gran pesar, por nunca haber tenido la oportunidad de seguir una segunda carrera deportiva profesional en el baloncesto.
Pasó sus últimos meses con su hermana en Oakland. Falleció el 30 de mayo de 1995 de complicaciones del VIH, en el Hospital Fairmont en San Leandro, California, a los 42 años. Fue sepultado en el cementerio Mountain View en Oakland, California.

## Honores póstumos y legado
En julio de 2014, las Grandes Ligas de Béisbol anunciaron planes para honrar a Burke en el Juego de las Estrellas 2014, lo cual se hizo como parte de una conferencia de prensa previa al juego el 15 de julio de 2014. Sin embargo, la cadena de televisión Fox de los Estados Unidos nunca mencionó el nombre de Glenn Burke al aire.
En 1999, el jugador de la Liga Mayor de Béisbol, Billy Bean, reveló que era gay, siendo el segundo jugador de la Liga Mayor de Béisbol en hacerlo. A diferencia de Burke, quien salió del clóset frente a sus compañeros de equipo cuando todavía era un jugador activo, Bean sólo salió del clóset cuatro años después de su retiro en 1995, el año en que murió Burke.
El 2 de agosto de 2013, Burke fue de los primeros deportistas en ingresar al Salón de la Fama del Deporte Nacional de Gays y Lesbianas.
El 17 de junio de 2015, Oakland Athletics honró a Burke como parte del juego Athletics Pride Night, que honra a la comunidad LGBT del área de la bahía de San Francisco. En el partido, el hermano de Burke, Sydney, hizo el primer lanzamiento de honor del juego.
Burke fue incluido en el Santuario Relicario de los Eternos del Béisbol en 2015.

## Más información
- Burke, Glenn (1995). Out at Home: The Glenn Burke Story. Excel Pub. ISBN 0-9648158-0-X.
- Out. The Glenn Burke Story. 2010 documentary film, produced by Doug Harris, Sean Madison. 1 hour. [1][2]
- Jennifer Frey, "A Boy of Summer's Long, Chilly Winter; Once a Promising Ballplayer, Glenn Burke Is Dying of AIDS", New York Times, 18 de octubre de 1994.